# El Pasteral
El Pasteral és un poble que queda als afores de la Cellera de Ter. És conegut per l'embassament del Pasteral i pel punt de connexió de l'aigua, que distribueix l'aigua per tota la província de Girona i Barcelona.

## Etimologia
El lloc antigament era anomenat Passus Teralis, que significa «Pas del Ter alt».

## Història
La primera menció d'un pont a la zona és en un document del rei Joan I expedit a Saragossa el 20 de desembre de 1388, on fa un assenyalament del terme i els pobles de la zona.
Durant la sèrie de terratrèmols que es van succeir entre 1425 i 1428, el pont en va sortir força afectat, però va ser reconstruït posteriorment. En el testament de Salvador Olmera (1432) hi apareix una deixa d'11 lliures per a la reconstrucció del pont.
El 15 de novembre de 1599 uns forts aiguats van destruir el pont vell del Pasteral, que ja no fou reconstruït. Des d'aquell moment fins a finals del segle xix no hi hagué cap pas estable per travessar el Ter, de forma que els que volien travessar el riu havien de fer-ho amb escales de gat o passeres de fusta.
Durant la guerra dels matiners hi tingué lloc la batalla del Pasteral, on fou ferit el líder carlí Ramon Cabrera.